# Луїджі Коменчіні
Луї́джі Коменчі́ні (італ. Luigi Comencini; 8 червня 1916 — 6 квітня 2007) — кінорежисер, один з батьків італійського неореалізму.

## Життєпис
Отримавши диплом архітектора, Коменчіні зайнявся журналістикою і присвятив себе кінематографу.
Разом з Альберто Латтуадою і Марко Феррарі він стояв біля витоків створення в 1938 році Італійської кінотеки в Мілані, працював асистентом різних режисерів, був активним сценаристом, автором короткометражних фільмів.
Коменчіні дебютував повнометражним фільмом «Красти заборонено» (1948). Вніс внесок до формування естетики неореалізму своїми найпопулярнішими комедіями «Хліб, любов і фантазія» (1953) і «Хліб, любов і ревнощі» (1954), антифашистськими стрічками «Всі додому» (1960), «Дівчина Бубе» (1963) і іншими.
Згодом, працюючи в різних жанрах переважно комерційного кіно, режисер зберігав професійний рівень навіть в розважальних фільмах, таких, як «Скопоне, наукова картярська гра» (1972).
Він співпрацював з класиками італійського кіно Росселліні і Дзаваттіні і сам виховав багато талановитих майстрів, серед яких, — його дочка Кристина.

## Фільмографія
- 1953 — Хліб, любов і фантазія / Pane, amore e fantasia
- 1954 — Хліб, любов і ревнощі / Pane, amore e gelosia
- 1955 — Римська красуня / (La bella di Roma)
- 1960 — Всі додому / Tutti a casa
- 1964 — Моя пані / La mia signora
- 1965 — Лялечки / Le bambole
- 1972 — Скопоне, наукова картярська гра / Lo scopone scientifico
- 1975 — Жінка на неділю / (La donna della domenica
- 1976 — Лише б не дізналися всі навколо!
- 1979 — Затор — неймовірна історія / L'ingorgo — Una storia impossibile